# Oberá Airport
Oberá Airport är en flygplats i Argentina.   Den ligger i provinsen Misiones, i den nordöstra delen av landet, 900 km norr om huvudstaden Buenos Aires. Oberá Airport ligger 377 meter över havet.
Terrängen runt Oberá Airport är huvudsakligen platt. Oberá Airport ligger uppe på en höjd. Närmaste större samhälle är Oberá, 3,4 km norr om Oberá Airport.
I omgivningarna runt Oberá Airport växer huvudsakligen savannskog. Runt Oberá Airport är det ganska tätbefolkat, med 67 invånare per kvadratkilometer.